# Mangismo

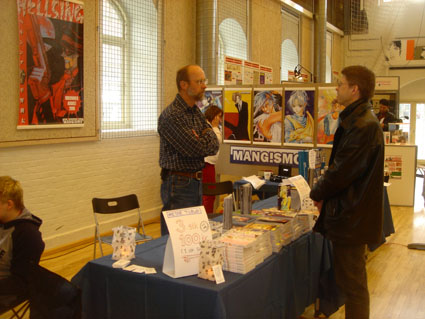
Jesper Holm i Mangismos monter på Komiks.dk-festivalen i Köpenhamn 2006.

Mangismo, egentligen Mangismo A/S, var ett Köpenhamnsbaserat serieförlag som var verksamt med utgivning 2005–2007. Företaget gav ut östasiatiska tecknade serier Danmark, Sverige och Norge.

## Verksamhet
Mangismo gav ut manga- och manhwaserier i Danmark, Sverige och Norge. Distributionsproblem och dålig försäljning i det sistnämnda landet bäddade för förlagets konkurs hösten 2007. Efter cirka nio månaders uppehåll fortsatte förlagets serier att ges ut av Carlsen/Sesam i Danmark (start 15 februari 2008) och av Egmont Kärnan i Sverige (start 7 mars 2008).
I Sverige avregistrerades Mangismo A/S 2009.

## Utgivningar
- Basara (5 av 27 volymer, övergiven på grund av flopp)
- Demon Diary
- Gravitation (11 av 12 volymer, övergiven på grund av rättighetsproblem)
- The Devil Ororon
- Princess Ai

- Chrono Crusade
- Hellsing
- I.N.V.U.
- Kare first love
- Samurai Deeper Kyo
- Vampire Game

- Death Note (ges ut av Egmont Kärnan)

## Inställda utgivningar
- Full Metal Panic! (inställd)
- Ultra Maniac (inställd)